# Unbrako
Unbrako (omskrivning af engelsk: unbrake; løsne en bremse) er et varemærke tilhørende det amerikanske firma Standard Pressed Steel Company (SPS; nu SPS Technologies, Inc.), som i 1920'erne udviklede et bolt- og præcisionsskrue-sortiment, fra starten tiltænkt bilindustrien, hvor præcision og sikkerhed er vigtigt.
Unbrakoskruen blev hurtigt det foretrukne skruevalg hos maskiningeniørerne i England og USA. Efter 2. verdenskrig blev unbrakoskruen spredt over hele verden. 
I daglig tale bruges unbrako i vid udstrækning om den skrue-type, som har den (maskin)teknisk danske betegnelse: "indvendig sekskantskrue". Denne bruges i dag hovedsageligt i maskinkomponenter. Mange mennesker kender unbrakonøgler fra samling af møbler.
Førsteleddet staves "unbrako", men man ser det ofte fejlagtigt stavet med "m" i stedet for "n" (fx "umbrako") eller med "c" i stedet for "k" (fx "unbraco"). Dette er et eksempel på labial assimilation, altså at en konsonant bliver labial pga. en tilstødende labial konsonant, hvilket også ses i udtalen "himbær" af hindbær. Omskrivningen menes at komme fra UNBREAKABLE. Boltene er lavet af stål i mild hærdning og derfor ubrydelige.